# Дифракционная волноводная решётка (AWG)
Дифракционная волноводная решетка (AWG): Дифракционная волноводная решетка (AWG) используется в технологии оптической связи для разделения света на различные цвета (длины волн), соответственно, для объединения одноцветных световых сигналов обратно в световой сигнал. Разделение на различные частоты используется для разделения сигналов, полученных таким образом на разных оптических волноводах или волоконной оптике. В противоположном направлении одно использует совместить одиночные Стренги стекловолокна назад в главную линию. Эти два процесса называются в зависимости от их направления и демультиплексирования или мультиплексирования.

## Принцип работы AWG устройства
Поступающий свет проходит через свободное пространство и попадает в пучок оптических волокон или канальных волноводов. Волокна имеют разную длину волны и, таким образом, применяют другой фазовый сдвиг на выходе из волокон. Затем свет проходит через другое свободное пространство и воздействует на входы выходных волноводов таким образом, что каждый выходной сигнал канал получает только свет определённой длины волны.
Функцию AWG можно сравнить с решеточным спектрометром: оба служат для селективного по длине волны пространственного разделения света.

AWG состоит из одного или нескольких входных волноводов

AWG состоит из одного или нескольких входных волноводов (1), свет в планарной области свободной струи (2). В конце области свободной струи имеется много волновода (3), в котором соединен свет. Эти волноводы служат в качестве дифракционной решетки. За ней следует ещё одна область свободной струи (4), в которую загораются решетчатые волноводы, расположенные на конце выходного волновода (5). Поскольку световые тракты имеют градуированные длины волн решетки (3), то интерференция света на выходных волноводах (5) осуществляется таким образом, что каждый выходной канал получает только определённый диапазон длин волн.
Весь агрегат в обоих направлениях, эксплуатируемый: (1) до (5), свет различных длин волны разделен в множественность волокон, которая соответствует к демультиплексору (5) согласно (1), оно принесен совместно в волокно, которое соответствует к мультиплексору.

## Характеристики
В современных телекоммуникациях нормальным является частотное расстояние 50 ГГц между различными частотами света. Современное состояние в 2006 году-это разрешение 96 частот по всему имеющемуся спектру и вносимая потеря менее 4 дБ.

## Применение
AWGs использованы в технологии оптической связи в WDM — метод, если лазеры различной длины волны модулируются с различными данными и передаются по одному оптическому волокну в приемник. В оптической транспортной сети такие световые сигналы могут быть разделены оптическим перекрестным соединением, без преобразования в электрический сигнал снова и переданы на разные приемники. Также получатель света после этого разделен и обнаружен длиной волны. Это позволяет значительно увеличить информационную емкость оптического волновода. Если только индивидуальные оптически сигналы к или быть принятым прочь, использовать мультиплексор добавлять-падения.

## Технология изготовления
AWGs находятся на плоских подложках — обычно это кремниевые пластины, на которые наносится покрытие (например, стекло, кремний или полимер), в котором можно реализовать волноводы.

## Материалы
Диоксид кремния